# Anna Lindmarker
Anna Birgitta Lindmarker (født 5. januar 1961 i Stockholm) er en svensk journalist og nyhedsoplæser på TV4's Nyheterna.
Lindmarker er datter af udenrigskorrespondenten Ingmar Lindmarker og voksede op i Moskva, New York og Washington. I løbet af sin gymnasietid startede hun som freelance for derefter at studere ved Poppius journalistskola. Efter at have arbejdet på flere lokalradiostationer blev hun i midten af 1980'erne ansat på Sveriges Radio. I 1989 startede hun som nyhedsoplæser på SVT's Aktuellt, indtil hun i efteråret 1997 flyttede til TV4's Nyheterna. I 2011 var hun gæsteprofessor ved Södertörns högskola. I foråret 2014 var Lindmarker en af værterne på UR's dokumentarserie om tv-historie, Programmen som förändrade TV.
Hun har to børn fra et opløst ægteskab og levede sammen med Lars Weiss frem til hans død i 2021. Hun har også en søn sammen med ham.